# Bullet
Bullet er en amerikansk dramafilm fra 1996, instrueret af Julien Temple. Filmens hovedroller spilles af Tupac Shakur, Mickey Rourke, Donnie Wahlberg og Adrien Brody.